# Padre Eustáquio (Janaúba)
O Padre Eustáquio é um bairro da cidade de Janaúba. Considerado um dos maiores bairros da cidade, o Padre Eustáquio recebeu este nome em homenagem a um padre que  nos tempos da missões, quando estes vinham para esta cidade antes da mesma se emancipar. Este bairro é um misto de residencial e comercial, apresentando um alto grau de urbanização, possuindo apenas uma grande área em loteamento na sua porção norte na divisa com o bairro Veredas. Suas principais vias são a avenida Mestre Alfredo Barbosa, a  rua Grão Mogol, rua Belo Horizonte e a rua Bom Jesus e a avenida Osvaldo Cruz. Tem com divisa os bairros Veredas (Janaúba),  Rio Novo (Janaúba), Cerâmica, o Nova Esperança e o Centro (Janaúba).